# Hwarangdo
Hwarangdo je asijské bojové umění pocházející z území nynější Koreje.
Je kolem 2000 let staré . Zahrnuje velké množství bojových prvků z nejrůznějších bojových umění. V současné době prožívá svoji renesanci a některé jeho techniky jsou cvičeny a používány jako základní u bojových jednotek určených především pro plnění speciálních úkolů.

## Historie
Nynější Korea, respektive Korejský poloostrov, byla kdysi rozdělena do tří království: Kogurjo, Pekče a Silla. Největší z nich bylo Kogurjo. Zabíralo celou plochu nynějšího Mandžuska a severní část Korejského poloostrova. V 5. století se Kogurju pokusilo ovládnout své menší sousedy. Pekče bylo téměř rozdrceno a donuceno posunout své hlavní město jižněji. Silla bylo neustále napadáno a zastrašováno. V průběhu historického vývoje však došlo k neobvyklému jevu. Království Silla se nepoddalo vojenskému nátlaku ze strany Kogurja a stalo se vedoucím korejským královstvím.
Království bylo sjednoceno a byly vytvořeny nové vojenské instituce s velmi silnou vojenskou mašinérií. Na předním místě mezi těmito institucemi byl Hwarang, který soustřeďoval jádro mladých mužů šlechtického původu. Tito muži byli předurčeni stát se generály, státníky a jinými vůdčími osobnostmi. Velké období tohoto sjednoceného království trvalo od roku 661 do roku 935 n. l. a bylo charakterizováno rychlým rozvojem země. V období, kdy bylo království Silla ohrožováno ze strany Koguryu, organizovala vláda za pomoci lidu pod vedením nejvyššího buddhistického mnicha v zemi Won Kwang Bopsa školu intelektuálního a vojenského myšlení a umění.
Tato škola nesla název HWARANG, což znamená „Výkvět mládeže“. Do této klášterní školy poslal král Silly své syny a oddané vojáky, aby se vycvičili ve filozofickém myšlení a vojenském umění, které rozpracoval Won Kwang Bopsa.
Za velkého přispění vojenského umění a morálních kodexů hlásaných zakladateli systému hwarangdo překonala tato malá země své mnohem větší a silnější sousedy (Kogurjo a Pekče) a ovládla celý poloostrov zvaný Korea na mnoho století.
Dva z válečníků Hwarangu, Kui San a Chu Hwang, získali od Won Kwang Bopsa pět pravidel, kterým podřídil svůj život. K nim byly časem přidány další vlastnosti studentů hwarangdo.
Od samého počátku byl Won Kwang Bopsův klášter střediskem výuky církevní víry, vysokým učením a cvičištěm pro zvládnutí vojenského umění.
Hwarang se stal korejskou verzí kodexu Bušidó, který byl populární v Japonsku. Zde byli cvičeni mnozí členové královské rodiny a mezi nejslavnějšími válečníky Hwarangu patřil například i generál Ioo Sin Kim.
Za vlády dynastie Ri hwarangdo jako bojový systém upadl. Oficiálně bylo uznáváno pouze intelektuální umění a vědy. To vedlo k zákazu činnosti válečníků, kteří byli nuceni stáhnout se do buddhistických klášterů. Stejně tak jak byly chrámy a kláštery v Evropě středisky učenosti, sloužily buddhistické kláštery v Koreji k zachování fyzických i církevních aspektů hwarangdo.
Hwarangdo zůstal v korejských chrámech až do počátku padesátých let. V tu dobu začali dva korejští bratři Joo Bang Lee a Joo Sang Lee studovat toto umění a přivezli je do Spojených států amerických. Tím v podstatě došlo k jeho znovuobjevení a popularizaci jako bojového umění s možností využít některé jeho techniky v soudobém boji muže proti muži.

## Hwarangdo a jeho vztah k vedení boje
Hwarangdo se liší od mnoha dalších, známějších způsobů boje tím, že je určen výhradně jako boj na život a na smrt. V podstatě není jeho účelem vychovávat, není sportovním odvětvím a formou sebezdokonalování, i když může aplikovaně k těmto účelům sloužit. Zahrnuje všechny formy osobního boje, cvičení v používání ručních zbraní a výcvik v technice oživování. Je považován za dialektickou formu boje, jelikož v sobě zahrnuje protikladné prvky v jednotě. Nespadá ani do kategorie tvrdého, přímého boje, jako například karate, korejský nebo thajský box apod., ani do kategorie měkké, kruhovité, jako například aikido. Zahrnuje v sobě a účelně využívá jak tvrdé, tak měkké, přímé i kruhovité techniky.

## Prvky boje

### Jin
symbolizuje měkkost a tmavost, je představován v bojovém umění měkkými prvky boje. Jeho síla je silou „měkce dopadající vody“, která tvaruje kámen. Jeho typický pohyb je kruhovitý, se silou švihnutí bičem. Jeho tendence je sjednocovat a spojovat (kontaktovat).

### Yang
symbolizuje tvrdost a jasnost, je představován uměním tvrdých, lineárních forem boje. Jeho síla je silou (tvrdostí) oceli nebo kamene. Jeho typický pohyb je v přímém směru a úhlech. Síla je získávána páčením. Jeho tendencí je udržovat distanční vzdálenost mezi zápasícími protivníky.
Hwarangdo zahrnuje oba tyto prvky. Známé jsou vířivé a kruhové údery nohou, která opisuje křivku až 540° před zasažením cíle, čímž vytváří vysokou odstředivou kinetickou energii. Těmito údery mohou být zasaženy hlava, tělo apod., ale také mohou být směřovány k zemi a vést k podražení či podmetení protivníka. Proti úderu či kopu protivníka je možno reagovat stejným odvetným způsobem, případně po zachycení lámáním (páčením) kloubů, odhozením nebo útokem na jeho nervové nebo akupunkturální body na jeho těle. Po zablokování úderu protivníka je možno vést odvetný úder nebo kop.
Rovněž na něj lze reagovat mírným odklonem v zápěstí a pak obranu zakončit odhozením nebo vykloubením atakovaného kloubu. Hwarangdo rovněž zahrnuje odhozy, protiodhozy, techniky stisků pomocí prstů (asi 300 způsobů), kterými jsou atakována nervová či akupunkturální místa lidského těla, asi 30 způsobů rdoušení, způsoby boje v mimopostojové poloze (na zemi), které částečně vycházejí ze starého mongolského způsobu boje. Cvičení se zbraněmi zahrnuje kumdo, a to jak šerm bambusovým mečem, holemi různých délek, krátkou šavlí či kopím, tak i vrhání ostrých kamenů, dýk apod.
Na vyšších úrovních mistrovského černého pásu se studenti hwarangdo začínají učit léčebnému umění akupunktury a oživování pomocí stisku prsty. Po dosažení úrovně černého pásu čtvrtého stupně je výcvik hwarangdo veden zcela odlišným způsobem od toho, co bylo cvičeno dosud. Je zahájen výcvik ve vojenském umění, který se skládá z 36 různých způsobů zabíjení.

## Dynamické techniky hwarangdo
Techniky boje jsou složeny a založeny na komplexu tří základních dělení energie: vnitřní, vnější a psychologické. Aspekty těchto jednotlivých technik jsou pak vyučovány v průběhu celého výcviku. Hwarangdo zahrnuje všechny formy osobního boje. Na vyšší úrovni se zabývá disciplínami psychologickými, jako je například tzv. „vnitřní umění“. Tyto techniky jsou účinné i pro tak odlišné bojové situace, jako jsou třeba osobní sebeobrana, boj s davem a většími skupinami osob a pro dodržování duševní sebekázně a disciplíny.
Ve fyzické a technické úrovni vycvičenosti tohoto bojového umění lze nalézt celou řadu forem, které jsou obdobné jako široký okruh vojenských bojových způsobů.

### Techniky tzv. „vnitřní síly“ (negong)
Jsou založeny na správném dýchání se soustředěním veškeré energie do jednoho bodu. Považují se základní techniky pro sílu v úderech a kopech. Techniky negong se dále rozdělují do jednadvaceti podskupin:
- Kloubové techniky – jsou zaměřeny na atakování kloubů protivníka (jedná se v podstatě o páčení)
- Techniky odhazování
- Dechová cvičení – ovlivňují rozvoj síly pomocí ovládání správného dýchání
- Techniky boje hlavou – zahrnují technické prvky s použitím hlavy jako zbraně
- Techniky lámání paží a rukou – zahrnují obranu proti hmatům a chvatům nasazovaným rukama
- Techniky kopů – založeny na třech základních typech kopů: trhavém, šťouchaném a kruhovitém
- Techniky rdoušení a škrcení – o rdoušení hovoříme tehdy, je-li krk atakován pouze holýma rukama, tj. bez pomocného prostředku, o škrcení naopak tehdy, je-li oblast krku atakována za použití škrtidla, např. šňůry, kravaty, provazu apod.
- Techniky válení – pro vedení mimopostojového boje
- Techniky sebeobrany z polohy v sedě
- Techniky sebeobrany ze vzpřímené polohy (ze stoje)
- Úderové techniky
- Formy- existuje 30 forem (hyung), vzorů nebo sérií pohybu, které se používají jako výcvikové pro zvládnutí jednotlivých technik
- Lámání prken či kamenů – tyto techniky jsou založeny na spojení fyzické a duševní síly (vnitřní a vnější energie), soustředěné v jednom bodě
- Techniky poškozování svalnatých částí těla vytržením svalové tkáně pouze prázdnýma rukama
- Sebeobrana beze zbraní proti útokům vedeným krátkou bodnou zbraní
- Obrana proti technikám odhazování
- Obrana proti útokům vedeným kopem
- Obrana proti útokům vedeným úderem rukou
- Techniky ovládání paží
- Obrana proti více než dvěma útočníkům

### Techniky tzv. „vnější síly“ (way - gong)
Zabývají se všeobecně známými bojovými prvky z kung–fu nebo karate za použitím nejrůznějších zbraní. Cvičenci hwarangdo se učí používat hole, meče, kopí, krátké šavle, nože a dalších exotických zbraní, jakož i vrhání dýk, nožů, ostrých kamenů a ostatních bodných zbraní.

### Techniky tzv. „duševní síly“ (shin - gong)
Mají vliv na „sílu životní energie“ lidského těla. Jsou rozděleny do šesti oblastí:
- Kiapsul – Jde o spojení fyzické, duševní a dechové síly s koncentrací za účelem lámání pevných předmětů.
- Kyuk Pa Sul – Jde o mobilizaci intelektuální myšlenkové síly, tedy o mobilizování skrytých sil lidského těla (za normálních situací člověk využívá pouze malou část této síly), usilovným a metodicky správným tréninkem je možné po určité době dosáhnout zcela úplné využití této síly.
- Chuem Yan Sul – Technika sugesce (uspávání osob).
- Kookup Hwal Bub – Použití akupunktury pro oživení raněných osob.
- Chimgoo Sul Pup – Akupunktura jako lékařská věda.
- Gun Ship Pup – Umění skrývat se před ostatními (využíváno zmatku, sugesce, kradmého jednání, kamufláže, zastíracích manévrů apod.). Tyto techniky byly používány špióny nebo najatými vrahy, jako byl například věhlasný Japonec Ninja, jehož jméno se stalo symbolem pro tuto činnost (bojovníci - ninjové).

## Teorie síly Ki v bojovém umění hwarangdo
Joo Bang Lee vysvětluje teorii síly takto: oblast danjun (místo této síly) je v lidském těle umístěna 1 – 3 palce pod pupkem a skládá se ze tří bodů: ki – hae je jeden palec pod pupkem, kwan – won je dva palce vzdálený a suk – mon je tři palce pod pupkem. Toto místo je centrem, odkud vychází veškerá životní energie nebo síla. Lee tvrdí, že člověk nemůže ani hnout prstem bez síly skryté v tomto místě. A i když má člověk tuto sílu, ne všichni mají stejnou schopnost ji řídit a ovládat. Správná metoda a výcvik ve speciálních technikách navrhovaných a vyvinutých mistry hwarangdo za 2000 let přináší pozvednutí úrovně této síly a je možno ji uměle ovládat.
Síla Ki funguje v rámci hwarangdo pěti různými způsoby: způsob učinit tělo těžkým, způsob učinit tělo lehkým, dosažení pocitu, že tělo je z ocele, znecitlivění těla tak, aby nebyla pociťována žádná bolest a ovládání sil v různých částech těla i mimo ně přímo svým myšlením (nejtěžší způsob); příkladem této poslední formy síly Ki je její použití k dosažení toho, aby se ruka nebo noha pohybovala rychleji, než je toho možno dosáhnout čistě tělesnými prostředky, jako je tomu třeba při vedení úderu nebo kopu.

### Metody síly Ki
1. Vědecké použití techniky ovládání dýchání za účelem vyvinutí síly Ki
2. Používáním duševních technik vyučovaných meditací za účelem ovládnutí neomezeného množství síly Ki pomocí ovládání myšlenkových procesů. S příklady této metody je možno se setkat u osob, které bez předchozího cvičení za externích podmínek (v psychických zátěžových situacích), jako je třeba strach nebo úzkost, jsou schopny zvednout nebo pohybovat předměty, které by za normálních okolností vyžadovaly nepoměrně větší sílu. Například matka, která nadzdvihne auto, pod jehož koly leží její dítě.

Zcela mysticky je v teorii síly Ki v hwarangdo rozpracováno, jak se „duše“ nebo „energie života“ do těla dostává a jak ho v době smrti opouští. V prostoru mezi osmým a desátým obratlem shora páteře, jak vysvětlují mistři hwarangdo, jsou „dvířka“, kde duše opouští tělo v době smrti. Tato záklopka se nazývá myung mon sa hwa hyel.

## Současnost hwarangdo
V současné době má tento systém následující podobu:

### Základní pravidla
- oddanost své zemi,
- oddanost svým rodičům,
- důvěra a bratrství mezi přáteli,
- odvaha nikdy neustoupit z postavení tváří v tvář nepříteli
- nevzít nikdy život bez příčiny

### Základní vlastnosti bojovníka hwarangdo
- lidskost
- úcta
- zdvořilost
- znalosti (vědění)
- důvěra v přátelství
- laskavost
- moudrost
- oddanost
- odvaha

Dnes se hwarangdo používá především jako účelová potřeba ochránit život a zdraví lidí. Jeho techniky jsou v moderní sebeobraně plně prakticky využívány. Jde tedy o mnohaleté zkušenosti , které jsou samy o sobě zárukou účinnosti tohoto systému. Znalost jeho podstaty je znalostí, jež při vzniklých konfliktních momentech a v reálně nebezpečných situacích napomáhá kvalifikovaně anticipovat následnou činnost možných útočníků, a to z jejich například obratných či neobratných postojů, jednání a chování, odborného či neodborného použití zbraní apod. Začínající student postupně získává dle svých dovedností bílý, oranžový, žlutý, zelený fialový, modrý, hnědý, červený a poločerný pás. Po dosažení úrovně poločerného pásu, student získává 8 stupňů černého pásku, přičemž 9 je udělován pouze výjimečně a 10 přísluší vždy a jen velmistrovi.